# Аксёново (Раменский район)

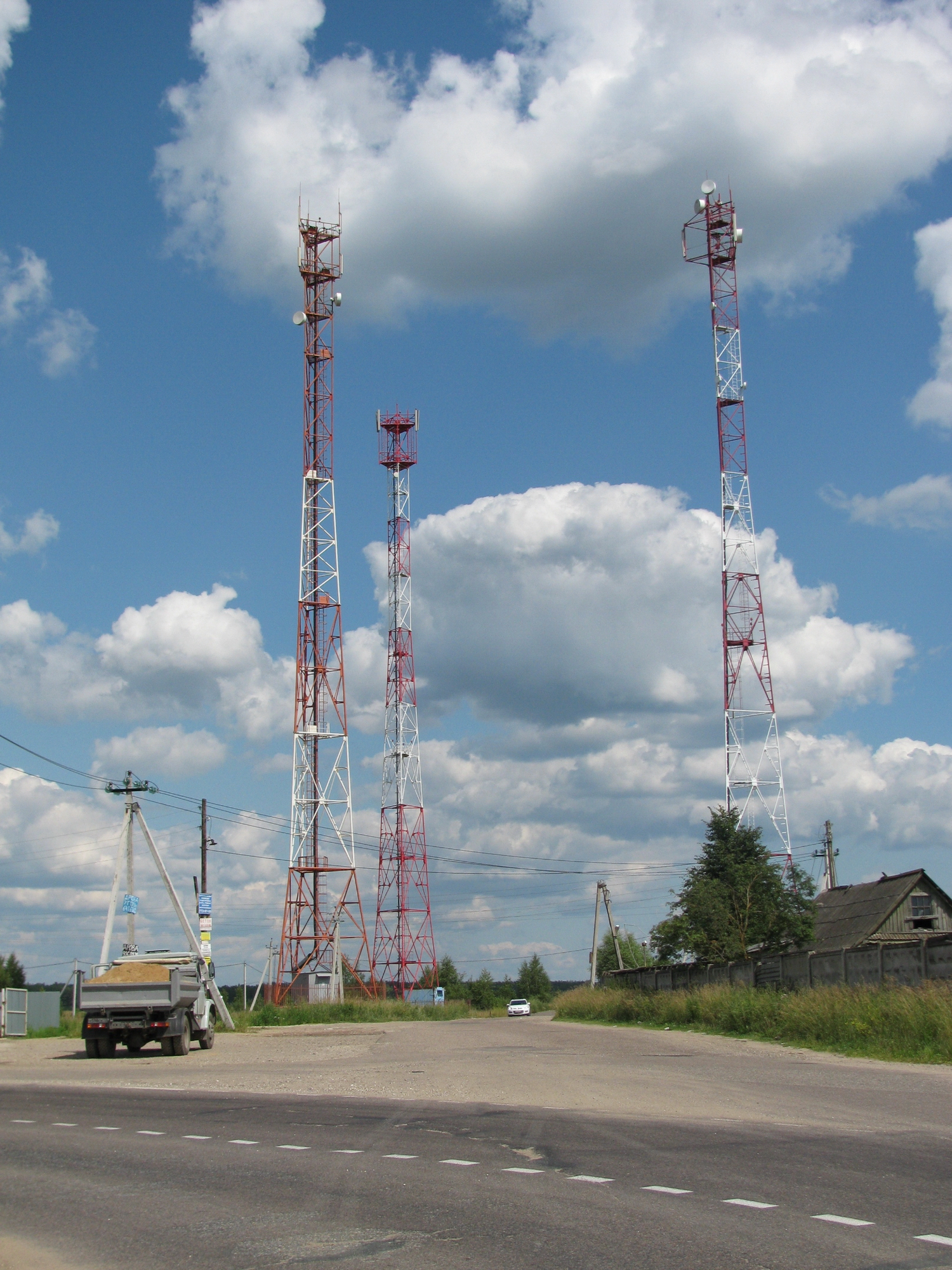
Въезд в деревню

Аксёново — деревня в Раменском муниципальном районе Московской области. Входит в состав сельское поселение Вялковское. Население — 543 чел. (2010).

## География
Деревня Аксёново расположена в северной части Раменского района, примерно в 10 км к северу от города Раменское. Высота над уровнем моря 140 м. Рядом с деревней протекает река Вьюнка. В деревне 3 улицы: Бирюкова, Раздольная и Школьная. Ближайший населённый пункт — деревня Марьино Ногинского района.

## История
В 1926 году деревня являлась центром Аксеновского сельсовета Раменской волости Бронницкого уезда Московской губернии.
С 1929 года — населённый пункт в составе Раменского района Московского округа Московской области.
До муниципальной реформы 2006 года Аксёново входило в состав Вялковского сельского округа Раменского района.

## Население
| 1926 | 2002 | 2010 |
| ---- | ---- | ---- |
| 603  | ↘382 | ↗543 |

В 1926 году в деревне проживало 603 человека (279 мужчин, 324 женщины), насчитывалось 126 хозяйств, из которых 116 было крестьянских. По переписи 2002 года — 382 человека (165 мужчин, 217 женщин).